# Llengües semítiques nord-occidentals
El semític nord-occidental és una de les divisions de les llengües semítiques. Està format per l'amorita, l'ugarític (ambdós extingits), l'arameu i les llengües canaanites, a les quals pertany l'hebreu. La llengua més antiga del grup és l'ugarític, sense que es pugui considerar que sigui la llengua mare de la subfamília, sinó que tots els seus membres descendeixen d'un dialecte del protosemític de manera independent, parlat a la zona de Palestina cap al II mil·lenni aC.